# Hydrocotyle pygmaea
Hydrocotyle pygmaea är en växtart i släktet Hydrocotyle och familjen araliaväxter.
Arten förekommer på Kuba. Den beskrevs av Charles Wright 1869.